# Islamska nacija
Islamska nacija ili Crni muslimani je verski pokret američkih crnaca koji sjedinjuje elemente islama i crnačkog nacionalizma. Osnovao ga je 1931. Valas Fard Muhamed, koji je podigao prvu džamiju ovog pokreta u Detroitu, Mičigen.
Fard se povukao iz javnog života, a upravljanjem pokretom preuzeo je 1934. njegov pomoćnik Elajadža Muhamed, koji je osnovao drugu džamiju u Čikagu. On je tvrdio da su Afrikanci moralno i kulturno superiorni nad belcima i podsticao je američke crnce da se odreknu hrišćanstva kao oruđe svojih tlačitelja. Njegova učenja obuhvtala su i tradicionalna islamska načela monoteizma. potčinjavanju bogu i snažnog porodinog života. Nacija islama je brzo rasla posle Drugog svetskog rata, a početkom 60-ih godina XX veka dostigla je nacionalnu promenentost delom Malkoma Eksa.
Sporovi oko vođstva naveli su Malkoma da obrazuje zasebnu organizaciju i doveli do njegovog ubistva 1965. godine. Tokom 70-ih godina Elajdžu Muhameda nasledio je njegov sin Valas Din Muhamed (rođen 1933), koji je promenio naziv oranizacije u Američka muslimanska misija. Raspustio je misiju 1985, podstkavši njene članove da budu pravoverni muslimani. Frakcija koju predvodi Luis Farakan zadržala je prvobitno ime i načela pokreta.
Na početku XXI veka Nacija islama brojala je 10.000 članova.